# Physcia biziana
Physcia biziana är en lavart som först beskrevs av A. Massal., och fick sitt nu gällande namn av Alexander Zahlbruckner. Physcia biziana ingår i släktet Physcia och familjen Physciaceae.   Inga underarter finns listade i Catalogue of Life.